# Toxeumorpha
Toxeumorpha is een geslacht van vliesvleugeligen uit de familie Pteromalidae. De wetenschappelijke naam van dit geslacht is voor het eerst geldig gepubliceerd in 1915 door Girault.

## Soorten
Het geslacht Toxeumorpha omvat de volgende soorten:
- Toxeumorpha megacephala (Waterston, 1915)
- Toxeumorpha minuta Sureshan & Narendran, 2000
- Toxeumorpha nigra Girault, 1915
- Toxeumorpha nigricola (Ferrière, 1936)